# Аутоимуне демијелинизирајуће болести нервног система
Аутоимуне демијелизнирајуће болести нервног система су бројни поремећаји узроковани ћелијским или хуморалним имуним одговорима првенствено усмереним на аутоантигене нервног система. Настају као последица губитка имунолошке толеранције организма на сопствене антигене или, најкраће речено, ради се о болестима код којих сам организам напада сопствене ћелије. Ове болести се најчешће јављају код пацијената са генетском предиспозицијом, изазваном бројним егзогеним и ендогеним факторима.
Код аутоимуних болести нервног система имуни одговор може бити усмерен ка специфичним компонентама ткива (нпр мијелински омотач ) или може бити ограничен на централни нервни систем (нпр мултипла склероза) или периферни нервни систем (нпр Гилен-Бареов синдром).
Аутоимуне демијелизнирајуће болести нервног система узрокује пропадање мијелинскогб омотача јер се губи осећај препознавања себе. Губитак мијелинске изолације или омета или спречава нервну проводљивост дуж аксона нервних ћелија.
Патогенеза демијелинизације може варирати. Неки од фактора који доприносе пропадању мијелина су због инфламаторних процеса, стечених метаболичких поремећаја, вирусне демијелинизације и хипоксично-исхемичне демијелинизације.

## Опште информације
Мозак и кичмена мождина су основне компоненте централног нервног система и одговорни су за интеграцију сигнала примљених од аферентних нерава и иницира акцију. Нервне ћелије, познате као неурони, преносе импулсе по целом телу, а нервни импулси се преносе дуж аксона. Ова микроскопска нервна влакна, где се јавља акциони потенцијал, заштићена су белим, масним ткивом које га окружује и изолује, познатим као мијелински омотач. Ова изолација помаже аксону нервне ћелије у проводљивости и брзини сигнала дуж аксона.
Адаптивни имунитет омогућава брз и интензиван одговор на накнадно излагање антигенима који су се раније сусрели. Б и Т лимфоцити су кључни посредници ове гране имуног система и одговорни су за хуморални и ћелијски посредовани адаптивни имуни одговор. Антитела или имуноглобулини (Игс) су специјализовани протеини које производе Б ћелије са прецизним афинитетом и специфичношћу за њихов циљни антиген.
Историјски гледано, мозак и кичмена мождина су перципирани као места са привилегованим имунитетом, којима недостаје конвенционални лимфни систем доступан остатку тела.  Последње деценије су бациле светло на сложеност текућег имунског промета преко баријера крв-мозак и крв-цереброспинална течност (ЦСФ).   Ова замршена интеракција између ЦНС-а и имуног система је истакла идеју да се одређени неуролошки демијелинизацијски поремећаји могу приписати инфламаторној аутоимуној патофизиологији.

## Етиолопатогенеза
Оштећење централног нервног система често може бити последица прогресије аутоимуне болести. Као резултат тога често долази до демијелинизације, где је мијелински омотач на аксонима неурона уништен услед претераних аутоимуних одговора. Ово уништење на крају доводи до лезија у мозгу или кичменој мождини.
Неконтролисани аутоимуни одговори могу бити примарни, где инфилтрати започињу уништавање мијелинске овојнице, или секундарни, где инфилтрати реагују на претходно оштећење ЦНС-а и накнадно даље оштећење.
Мултипла склероза (МС) је најистакнутији пример демијелинизирајуће аутоимуне болести ЦНС-а, са тренутно дијагностикованим 350.000-500.000 особа.
Друге демијелинизирајуће болести ЦНС за које неки теоретизирају да су повезане са МС су трансверзални мијелитиси, Девићева болест.
Исходи понашања код ових поремећаја су различити и варирају у зависности од појединца, али укључују моторичку дисфункцију, сензорну дисрегулацију и абнормалности говора.
Док етиологија ових поремећаја остаје донекле двосмислена, претпоставља се да фактори животне средине, укључујући климу, вирусне/бактеријске инфекције и друге болести, изазивају ове болести.
Поред тога, истраживачи верују да су ови претерани имуни одговори често последица генетских мутација.

## Аутоимуне болести нервног система[6]
- Демијелинизирајуће аутоимуне болести ЦНС
- Ламберт-Еатон миастенични синдром
- Леукоенцефалитис, акутни хеморагични
- Миастенија гравис
- Аутоимуна болест нервног система, експериментално
- Полирадикулонеуропатија
- Синдром укочене особе
- Увеоменингоенцефалитички синдром
- Васкулитис, централног нервног система.

## Клиничка слика
Пошто је нервни импулс инхибиран у овом стању, то може довести до парестезије, слабости мишића, нестабилног хода, парализе, губитка вида и других моторичких дисфункција.

## Терапија
Не постоје лекови за демијелинизирајуће болести и њихово напредовање, а симптоми су различити за све. Важан је правовремени почетак лечења. Данашња терапија се фокусира на:
- минимизирање ефеката напада
- модификовање тока болести
- управљање симптомима

Препоручују се различите терапије лековима у зависности од специфичног поремећаја. Стратегије за лечење симптома укључују:
- физикалну терапију,
- лекове за опуштање мишића
- лекове за смањење болова и умора и
- разговар лекар са пацијентом о најбољем току лечења специфичног поремећаја.